# Ardin (Deux-Sèvres)
Ardin ist eine französische Gemeinde mit 1.249 Einwohnern (Stand: 1. Januar 2022) im Département Deux-Sèvres in der Region Nouvelle-Aquitaine (vor 2016: Poitou-Charentes). Sie liegt im Arrondissement Parthenay und im Kanton Autize-Égray. Die Einwohner werden Ardinois und Ardinoises genannt.

## Lage
Ardin liegt etwa 70 Kilometer westsüdwestlich von Poitiers und etwa 18 Kilometer nordnordwestlich von Niort. Das Gemeindegebiet wird vom Fluss Autise durchquert, an der östlichen Gemeindegrenze verläuft sein Nebenfluss Saumort.
Umgeben wird Ardin von den Nachbargemeinden La Chapelle-Thireuil und Puihardy im Norden, Fenioux im Nordosten, Béceleuf im Osten, Faye-sur-Ardin im Südosten, Villiers-en-Plaine im Süden, Saint-Pompain im Südwesten, Coulonges-sur-l’Autize im Westen sowie Saint-Laurs im Nordwesten.
Durch die Gemeinde führt die frühere Route nationale 744 (heutige D744).

## Bevölkerungsentwicklung
| Jahr                       | 1962 | 1968 | 1975 | 1982 | 1990 | 1999 | 2006 | 2019 |
| Einwohner                  | 1266 | 1168 | 1086 | 1031 | 1048 | 1149 | 1196 | 1244 |
| Quellen: Cassini und INSEE |      |      |      |      |      |      |      |      |

## Sehenswürdigkeiten
- Kirche Notre-Dame, Monument historique
- Schloss Saint-Goard